# Lluís Argemí
Lluis Argemí (1945-2007) fue un historiador español, especialista en la historia económica y la historia de las doctrinas económicas.
Tras sus estudios de ingeniería agrónoma (Universidad Politécnica de Madrid), entró como profesor ayudante de Ciencias Económicas en la Universidad de Barcelona, de la que llegó a ser catedrático del departamento de Historia. Trabajó en contacto con otros historiadores del mismo ámbito, como Jordi Nadal y Ernest Lluch. Políticamente perteneció al PSUC y a Iniciativa per Catalunya.

## Obras
- Agronomía y fisiocracia en España (1985), con Ernest Lluch
- Agricultura e Ilustración (1988)
- La revolución agrícola en España (1993)
- Historia del pensament economic a Catalunya (2005)

- Datos: Q5977911